# Ogcodes orientalis
Ogcodes orientalis är en tvåvingeart som beskrevs av Evert I. Schlinger 1960. Ogcodes orientalis ingår i släktet Ogcodes och familjen kulflugor.
Artens utbredningsområde är Kambodja. Inga underarter finns listade i Catalogue of Life.